# Fusil periscópico M.95

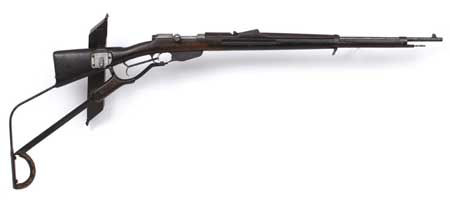
Un fusil periscópico M.95.

El M.95 Loopgraafgeweer (Fusil de trinchera M.95, en neerlandés) fue un fusil periscópico holandés, diseñado en 1916 para el Ejército Real de los Países Bajos, basado en el Mannlicher M.95 (Modelo 1895), el fusil estándar de las Fuerzas Armadas holandesas entre 1895 y 1942. Aunque los Países Bajos se mantuvieron neutrales durante la Primera Guerra Mundial, el Ejército holandés observó el Frente Occidental con gran interés. Tras la invención del fusil periscópico en 1915 por las tropas australianas que combatían en la Campaña de Galípoli y su consiguiente difusión en Europa, el Alto Mando holandés decidió que tales fusiles serían una gran ventaja en caso de que los Países Bajos entrasen a la guerra. Según la doctrina táctica del Ejército holandés, el papel del fusil periscópico M.95 sería similar al de un fusil de francotirador, acosando constantemente al enemigo.   
- Datos: Q6712124